# Columba van Iona
Columba of Colum Cille (Gartan (Ierland), 7 december 521 - Iona (Schotland), 9 juni 597) was een Ierse heilige. Hij was van koninklijken bloede en behoorde tot de Cenél Conaill, het geslacht van Connell van Donegal en Tyrone. In zijn jeugd was het christendom nog het geloof van een kleine groep edelen. Na het bloedbad van 561 besloot hij Ierland te verlaten en in 565 kwam hij aan op het eiland Iona. Daar stichtte hij een klooster (Iona Abbey) dat de kern zou worden van een heel netwerk van kloosters, abdijen en bisdommen in de hele Keltische wereld.
Vele van deze kloosters namen de leefregel van Columba aan. Er is echter geen geschreven spoor van overgebleven. Later werd een poging gedaan deze kloosterregel te reconstrueren in de geest van het Keltische christendom.

## Legendes
In zijn gebedsleven zou Columba geen versterving te bar zijn of hij bracht ze in praktijk. Zo zou hij nauwelijks eten en drinken, kwam hij met een hazenslaapje toe, bad op één dag alle 150 psalmen en nog een aantal andere gebeden, waarbij hij aan het slot van elke psalm en elk gebed drie kniebuigingen maakte. Soms zou hij uren tot aan zijn middel of borst in ijskoud water doorbrengen, om zich ervan bewust te blijven dat het lijden niet opweegt tegen wat nog te wachten zou staan en er op deze manier alvast op vooruit te lopen. Om tegen de slaap te vechten zou hij handwerk hebben gedaan.
Over Columba/Columkille gaat het volgende verhaal. Columba kopieerde bijzonder graag heilige boeken. Zo logeerde hij eens in het klooster van Maghbile, waar ze een bekend psalmenboek hadden. 's Nachts liet hij zich insluiten in de kloosterkerk en schreef het hele psalmenboek in één nacht over. Maar de broeder die die nacht de wacht had, zag lichtschijnsel in de kerk. Hij waarschuwde de abt en zo kwam Columkilles activiteit aan het licht. Hier was volgens de kloosterregel sprake van flagrante ongehoorzaamheid, maar Columkille vertoonde geen tekenen van berouw. De abt van het klooster volstond ermee het nieuwe boek voor het klooster op te eisen. Columkille weigerde botweg. Hij nam zijn toevlucht tot de koning. Maar deze vond dat hij in het ongelijk was. Toen kort daarna een moordenaar in het klooster van Columkille zijn toevlucht zocht en de soldaten van de koning zich niets van het asielrecht aantrokken en de boosdoener uit de kerk zelf wegsleepten, was voor Columkille de maat vol. Hij begaf zich naar het paleis, beschuldigde ten aanhoren van alle aanwezigen de koning van hoogmoed en namens al zijn familieleden gaf hij hier te kennen dat zij hem niet meer als hun koning beschouwden. Dit leidde tot de slag bij Cul-Dreimnhe, waarbij talloze doden vielen. Intussen stond Columkille terzijde en bad voor de goede afloop. De andere abten van Ierland kwamen bijeen om zich af te vragen wat ze moesten doen. Ze veroordeelden Columkille omdat hij oorlog had gepreekt in plaats van vrede. Hij werd geëxcommuniceerd.
Alleen drong het nog niet door tot Columkille zelf. In de tijd hierna trok hij rusteloos van klooster naar klooster; ieder in wie hij ook maar een greintje vertrouwen had, vroeg hij om raad. Hij begaf zich naar zijn biechtvader, Molaise. Deze verbleef op het kloostereiland Inish-Myrry voor de westkust van Ierland. Molaise stelde dat de straf van de abtenvergadering diende uitgevoerd te worden Dat betekende dat Columkille in de vreemde net zoveel heidenen moest kerstenen als er doden waren gevallen in de door hem ontketende slag. En - om te laten zien dat zijn berouw echt was, moest hij alle banden met zijn vaderland verbreken. Columba accepteerde de straf. Hij besloot naar het land van de heidense Picten te gaan.
Een 12-tal jonge monniken sloot zich bij hem aan. Ze togen naar de noordoostkust van Ierland, zetten zich in een roeiboot en roeiden enige uren uit alle macht door de woelige zee. Uitgeput bereikten ze een eilandje, dat zeer geschikt leek voor een monnikenvestiging. Columkille beklom de hoogste heuvel en met de hand boven zijn ogen tuurde hij naar het westen. Op de rand van de horizon zag hij nog vaag blauwig het silhouet van de bergen van Ierland. Hoe moe zijn gezellen ook waren, hij dreef ze opnieuw in de boot, want vanaf dit eiland zou hij altijd nog zicht hebben op zijn vaderland. Na enige uren bereikte hij het eilandje Iona. Nu onderscheidde hij in het westen alleen nog maar zee. Zo ontstond het beroemde kloostereiland van Iona in het uiterste noorden van Schotland. In de jaren daarna heeft hij rusteloos alle eilanden in de wijde omgeving opgezocht om er de mensen te kerstenen, tot op de Faeröer en IJsland toe.

## Verering

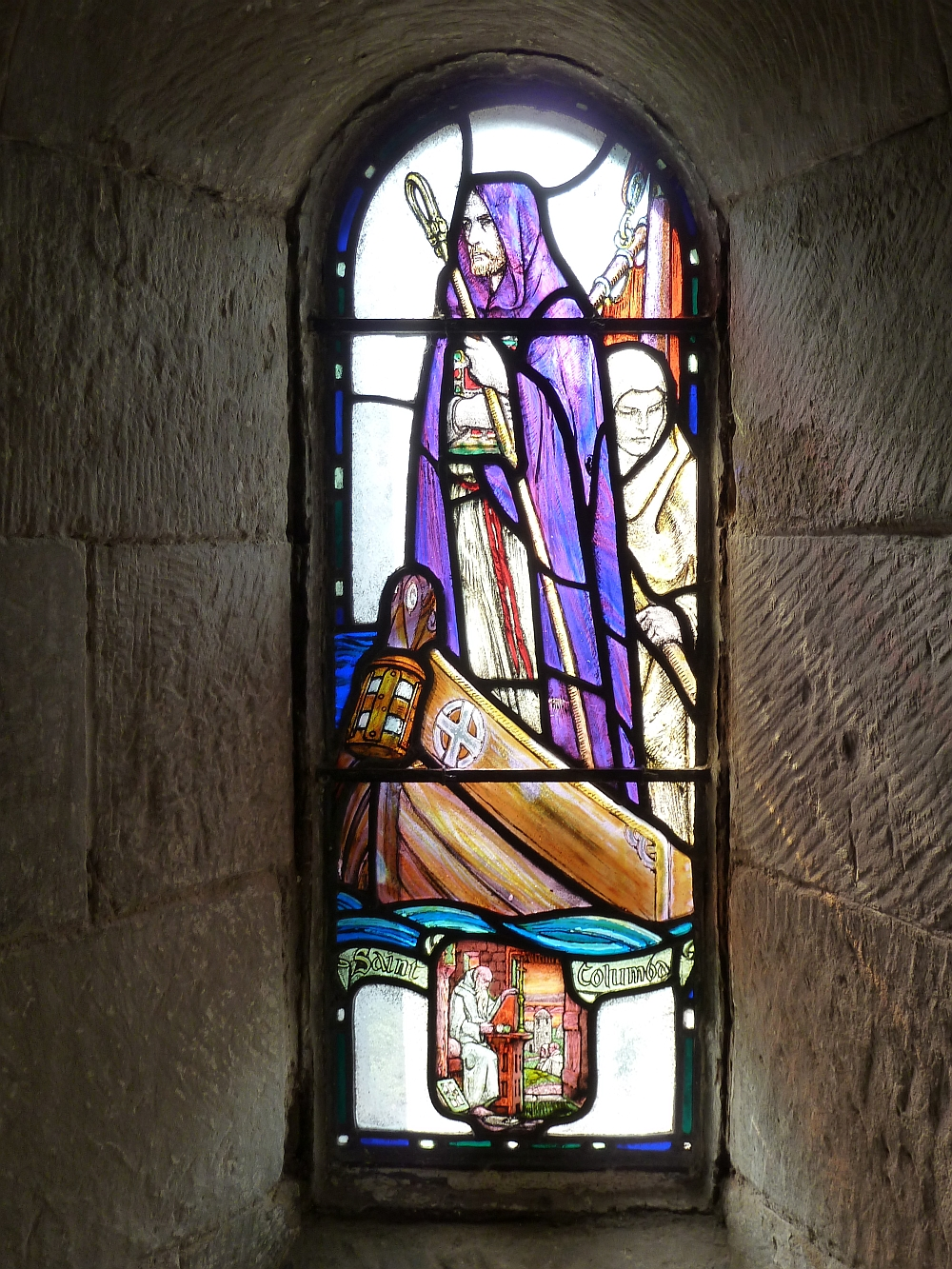
Columba in St. Margaret's Chapel in Edinburgh

Zijn naamdag is op 9 juni. Columba mag niet verward worden met zijn tijdgenoot Columbanus of met Columba van Terryglass. Benjamin Britten schreef A hymn of St Columba ter ere van de nagedachtenis van zijn reis.

## Stichtingen van de heilige Columba
- Derry
- Durrow
- Iona Abbey op Iona